# ساندرو د آمریکا
روبرتو سانچس-اوکامپو (اسپانیایی: Roberto Sánchez-Ocampo‎؛ ۱۹ اوت ۱۹۴۵ – ۴ ژانویهٔ ۲۰۱۰) که بیشتر با نام هنری ساندرو یا ساندرو دِ آمریکا شناخته می‌شود، موسیقی‌دان، بازیگر و خواننده اهل آرژانتین بود. او به‌عنوان یکی از پیشگامان راک آرژانتینی شناخته می‌شود، چرا که از نخستین هنرمندان راک بود که در آمریکای لاتین به زبان اسپانیایی می‌خواند. او ۵۲ آلبوم رسمی منتشر کرد و ۸ میلیون نسخه فروخت، اگرچه برخی منابع دیگر تعداد فروش آثارش را بیش از ۱۰ میلیون نسخه اعلام کرده‌اند. تک‌آهنگ «Rosa, Rosa» با فروش دو میلیون نسخه، شناخته‌شده‌ترین و مشهورترین ترانهٔ او به‌شمار می‌رود. یکی دیگر از آثار موفق او، «Tengo»، از سوی شبکه ام‌تی‌وی و مجله رولینگ استون در جایگاه پانزدهم فهرست ۱۰۰ ترانه برتر راک آرژانتین قرار گرفت. در آمریکای لاتین، ساندرو را اغلب با الویس پرسلی در دوران اوج محبوبیتش مقایسه می‌کردند.
ساندرو همچنین نخستین هنرمند اهل آمریکای لاتین بود که در فلت فرومِ مدیسون اسکوئر گاردن به اجرا پرداخت. در سال ۲۰۰۵، ساندرو جایزه یک عمر دستاورد هنری لاتین گرمی را دریافت کرد.
از فیلم‌ها یا برنامه‌های تلویزیونی که وی در آن نقش داشته‌است، می‌توان به میل به زندگی اشاره کرد.